# Your National Gallery
Your National Gallery ist ein US-amerikanischer Kurzfilm von Thomas Mead aus dem Jahr 1945, der für einen Oscar nominiert war.

## Inhalt
Der Film beschäftigt sich mit der facettenreichen Geschichte Amerikas und den Menschen, die die Kultur des Landes geprägt haben. Vorgestellt werden Dichter und Präsidenten, Visionäre aber auch Schurken, Schauspieler und Aktivisten und allgemein Menschen, deren Leben für die amerikanische Geschichte von besonderer Bedeutung ist.

## Produktion
Es handelt sich um eine Produktion von Universal Pictures.

## Auszeichnung
Joseph O’Brien (posthum) und Thomas Mead erhielten für ihr Werk 1946 eine Nominierung für einen Oscar in der Kategorie „Bester Kurzfilm“ (1 Filmrolle). Der Oscar ging jedoch an Herbert Moulton und Stairway to Light, einen Film, der sich mit dem französischen Psychiater Philippe Pinel befasst.